# Helige Johannes Döparens kyrka, Židikai
Helige Johannes Döparens kyrka (litauiska: Šv. Jono Krikštytojo bažnyčia) är en romersk-katolsk kyrka i Židikai.
Den romersk-katolska gemenskapen i Židikai hade haft ett träkapell sedan 1600-talet innan kyrkan byggdes 1821.